# Mariusz Kasprzyk
Mariusz Kasprzyk – polski torakochirurg, doktor habilitowany medycyny. Wykładowca w Katedrze Kardio-Torakochirurgii Wydziału Lekarskiego II Uniwersytetu Medycznego im. Karola Marcinkowskiego w Poznaniu. 
Na poznańskiej Akademii Medycznej ukończył specjalizację chirurgiczną oraz torakochirurgiczną i doktoryzował się w roku 2000 na podstawie pracy Prognostyczne znaczenie zawartości DNA w komórkach nowotworowych u chorych na raka płaskonabłonkowego płuca leczonych chirurgicznie, przygotowanej pod kierunkiem Wojciecha Dyszkiewicza. Habilitował się w 2013 na podstawie rozprawy pt. Badania nad czynnikami rokowniczymi u chorych leczonych chirurgicznie z powodu niedrobnokomórkowego raka płuca.
W ramach Uniwersytetu Medycznego w Poznaniu pracuje na Oddziale i w Klinice Torakochirurgii w Wielkopolskim Centrum Pulmonologii i Torakochirurgii. Jest członkiem Cardiothoracic Surgery Network oraz European Association for Cardio-Thoracic Surgery. W dorobku naukowym ma szereg opracowań oryginalnych, publikowanych w czasopismach krajowych i zagranicznych.